# Регулярная армия США
Регуля́рная армия США (англ. Regular Army (United States)) — основная составляющая сухопутных войск США, наибольший по численности компонент Армии США. Ведёт свою историю с момента основания Континентальной армии, как наиболее боеготовая профессиональная составляющая сухопутных войск страны.
Вместе с Армией Национальной Гвардией США и Резервом армии США входит в состав Армии США.

## История
Регулярная армия США основана резолюцией Континентального Конгресса 14 июня 1775 года, как организованная военная сила Тринадцати колоний в борьбе за независимость Соединенных Штатов. Впоследствии Конгресс, в связи с окончанием войны и необходимостью создания собственных Вооруженных сил вместо расформированной Континентальной армии, своим решением от 14 июня 1784 года основал регулярную армию США.